# Campeonato de España de Atletismo 1921
El V Campeonato de España de Atletismo, se disputó el día 16 de octubre de 1921 en las instalaciones deportivas de Campo de Coya, Vigo, España.

Solo se disputaron pruebas masculinas.

La Federación Gallega de Atletismo organiza este evento. Sólo acuden atletas de la Federación Guipuzcoana de Atletismo, siendo estas dos únicas federaciones regionales las que participan, teniéndose que suspender gran cantidad de pruebas.

## Resultados

### Masculino
| Evento                  | Oro                         | Plata                    | Bronce            |
| ----------------------- | --------------------------- | ------------------------ | ----------------- |
| 100 metros lisos        | Diego Ordóñez 11.6          | G.Bachmann(Extranjero)   | J.Vázquez         |
| 200 metros lisos        | Diego Ordóñez 23.7          | G.Bachmann(Extranjero)   |                   |
| 400 metros lisos        | G.Bachmann(Extranjero) 59.8 | Guillermo Moreira        |                   |
| 800 metros lisos        | Juan Muguerza 2:13.0        |                          |                   |
| 1500 metros lisos       | Juan Muguerza 4:41.4        | M.Amigo                  | Guillermo Moreira |
| 5000 metros lisos       | Juan Muguerza 17:11.0       | L.Correa                 | M.Amigo           |
| 110 metros vallas       | Juan Muguerza 23.7          |                          |                   |
| Lanzamiento de peso     | Ignacio Izaguirre 10.37     | Fernando de Castro 9.64  |                   |
| Lanzamiento de disco    | Ignacio Izaguirre 36.17     | Fernando de Castro 30.65 |                   |
| Lanzamiento de jabalina | Ignacio Izaguirre 42.63     |                          |                   |